# Bröstbukett

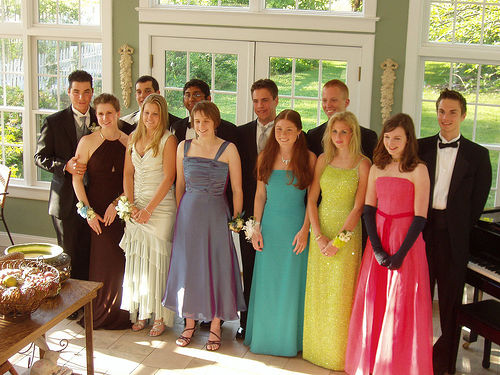
Kvinnorna på bilden har bröstbuketter runt handlederna.

Bröstbukett eller korsage är en blomsterbukett som bärs på en kvinnas klänning eller runt hennes handled. De bärs ofta av mödrar och morföräldrar till bruden och brudgummen vid ett bröllop i vissa länder. Det kan även syfta på den blomma som bärs runt en ung kvinnas kläder eller handled för hemkomstfirandet eller andra formella tillfällen som studentbaler i några skolor världen över. Det kan även syfta på den bukett av levande blommor som bärs i band om handleden, vilket är brukligt på amerikanska skoldanser, så kallade proms.